# Nachrichtenquader
Der Nachrichtenquader ist eine Illustration in der Nachrichtentechnik. Die X-Achse ist üblicherweise die Bandbreite, die Y-Achse der (notwendige) Störabstand (bzw. die Kanaldynamik) und die Z-Achse die Übertragungszeit. Das Volumen des Quaders entspricht der Datenmenge. Der Nachrichtenquader darf höchstens so groß sein wie der zur Verfügung stehende Übertragungskanal, ansonsten kommt es zu Verlusten.

## Verwendung
Mit Hilfe des Nachrichtenquaders lassen sich verschiedene Modulations- und Multiplexverfahren darstellen.

Nachrichtenquader und Übertragungskanal
Gegenüberstellung von analoger und digitaler Sprechübertragung (Telefonie)
Nachrichtenquader zur Illustration verschiedener Multiplexverfahren